# Riuttasaari (ö i Södra Savolax, S:t Michel, lat 62,00, long 27,07)
Riuttasaari är en ö i Finland. Den ligger i sjön Kyyvesi och i kommunen Sankt Michel och landskapet Södra Savolax, i den södra delen av landet, 230 km nordost om huvudstaden Helsingfors. Öns area är 31 hektar och dess största längd är 1 kilometer i sydöst-nordvästlig riktning.  Gänsen mot Kangasniemi gör en krök runt ön, så att den ligger i Sankt Michel, medan en sor del av dess omgivande vatten ligger i Kangasniemi.